# Exclaim!
Exclaim! is een Canadees Engelstalig muziektijdschrift. Het tijdschrift wordt maandelijks uitgegeven en bevat diepgaande artikelen over nieuwe muziek in alle genres, met een specifieke focus op Canadese onafhankelijke en vernieuwende muzikanten en bands. Er verschijnen 9 edities per jaar in een oplage van naar eigen zeggen ~100.000 die verspreid worden over verschillende locaties in Canada. 47% van het webverkeer op de bijbehorende website is afkomstig uit Canada.